# 小松英一郎
小松英一郎（日语：／ Komatsu Eiichiro，1974年—），日本物理学家。

## 生平
现为马克斯·普朗克天体物理研究所所长，研究方向为观测宇宙学。2001年获得东北大学博士学位。

## 主要奖项
- 2004年：日本天文学会年轻科学家奖
- 2005年-2009年：阿尔弗雷德·P·斯隆研究奖
- 2008年：国际纯粹与应用物理学联合会（IUPAP）青年科学家奖
- 2010年：西宫汤川纪念奖
- 2010年：苏菲和第谷·布拉赫客座教授（哥本哈根大学）
- 2015年：日本天文学会林忠四郎奖